# 布鲁农·本迪格
布鲁农·本迪格（波蘭語：Brunon Bendig，1938年10月6日—2006年9月15日），波兰男子拳击运动员。他曾代表波兰参加1960年和1964年夏季奥林匹克运动会拳击比赛，其中1960年奥运会获得一枚铜牌。